# Liste der olympischen Medaillengewinner aus der Slowakei
Das Slovenský olympijský a športový výbor wurde 1992 gegründet und 1993 vom Internationalen Olympischen Komitee aufgenommen.

## Medaillenbilanz
Der erste slowakische Medaillengewinner war der Eiskunstläufer Karol Divín (Silber, 1960), damals noch für die Tschechoslowakei. Ondrej Nepela, ebenfalls Eiskunstläufer, hat 1972 in Sapporo eine der zwei tschechoslowakischen goldenen Medaillen gewonnen, die erste für einen slowakischen Sportler. Die ersten Medaillen nach dem Erlangen der Unabhängigkeit im Jahr 1993 erreichten bei den Olympischen Sommerspielen 1996 in Atlanta die beiden Kanuten Michal Martikán (Gold) und Slavomír Kňazovický (Silber), sowie der Sportschütze Jozef Gönci (Bronze). Seitdem konnten Sportler aus der Slowakei 43 olympische Medaillen erkämpfen (14 × Gold, 18 × Silber und 11 × Bronze), 33 bei den Olympischen Sommerspielen und 10 bei den Olympischen Winterspielen.
| Slowakei bei den Olympischen Sommerspielen                                         | Slowakei bei den Olympischen Sommerspielen | Slowakei bei den Olympischen Sommerspielen | Slowakei bei den Olympischen Sommerspielen | Slowakei bei den Olympischen Sommerspielen | Slowakei bei den Olympischen Sommerspielen |      | Slowakei bei den Olympischen Winterspielen | Slowakei bei den Olympischen Winterspielen | Slowakei bei den Olympischen Winterspielen | Slowakei bei den Olympischen Winterspielen | Slowakei bei den Olympischen Winterspielen | Slowakei bei den Olympischen Winterspielen |
| Jahr                                                                               | Gold                                       | Silber                                     | Bronze                                     | Gesamt                                     | Rang                                       | Jahr | Gold                                       | Silber                                     | Bronze                                     | Gesamt                                     | Rang                                       |                                            |
| 1996                                                                               | 1                                          | 1                                          | 1                                          | 3                                          | 43.                                        |      | 1994                                       | 0                                          | 0                                          | 0                                          | 0                                          |                                            |
| 2000                                                                               | 1                                          | 3                                          | 1                                          | 5                                          | 39.                                        |      | 1998                                       | 0                                          | 0                                          | 0                                          | 0                                          |                                            |
| 2004                                                                               | 2                                          | 2                                          | 2                                          | 6                                          | 29.                                        |      | 2002                                       | 0                                          | 0                                          | 0                                          | 0                                          |                                            |
| 2008                                                                               | 3                                          | 3                                          | 0                                          | 6                                          | 26.                                        |      | 2006                                       | 0                                          | 1                                          | 0                                          | 1                                          | 21.                                        |
| 2012                                                                               | 0                                          | 1                                          | 3                                          | 4                                          | 63.                                        |      | 2010                                       | 1                                          | 1                                          | 1                                          | 3                                          | 17.                                        |
| 2016                                                                               | 2                                          | 2                                          | 0                                          | 4                                          | 37.                                        |      | 2014                                       | 1                                          | 0                                          | 0                                          | 1                                          | 22.                                        |
| 2020                                                                               | 1                                          | 2                                          | 1                                          | 4                                          | 51.                                        |      | 2018                                       | 1                                          | 2                                          | 0                                          | 3                                          | 17.                                        |
| 2024                                                                               | 0                                          | 0                                          | 1                                          | 1                                          | 84.                                        |      | 2022                                       | 1                                          | 0                                          | 1                                          | 2                                          | 21.                                        |
| Gesamt                                                                             | 10                                         | 14                                         | 9                                          | 33                                         |                                            |      | Gesamt                                     | 4                                          | 4                                          | 2                                          | 10                                         |                                            |
| \| \| Gold \| Silber \| Bronze \| Gesamt \| \| Ges. S+W \| 14 \| 18 \| 11 \| 43 \| |                                            |                                            |                                            |                                            |                                            |      |                                            |                                            |                                            |                                            |                                            |                                            |
|                                                                                    | Gold                                       | Silber                                     | Bronze                                     | Gesamt                                     |                                            |      |                                            |                                            |                                            |                                            |                                            |                                            |
| Ges. S+W                                                                           | 14                                         | 18                                         | 11                                         | 43                                         |                                            |      |                                            |                                            |                                            |                                            |                                            |                                            |

## Medaillengewinner
- Juraj Bača – Kanu (0-0-1)
Athen 2004: Bronze, Vierer-Kajak 1000 m, Männer

- Samuel Baláž – Kanu (0-0-1)
Tokio 2020: Bronze, Vierer-Kajak 500 m, Männer

- Danka Barteková – Schießen (0-0-1)
London 2012: Bronze, Skeet, Frauen

- Matej Beňuš – Kanu (0-1-1)
Rio de Janeiro 2016: Silber, Slalom Einer-Canadier, Männer
Paris 2024: Bronze, Slalom Einer-Canadier, Männer

- Adam Botek – Kanu (0-0-1)
Tokio 2020: Bronze, Vierer-Kajak 500 m, Männer

- Jozef Gönci – Schießen (0-0-2)
Atlanta 1996: Bronze, Kleinkaliber liegend, Männer
Athen 2004: Bronze, Luftgewehr, Männer

- Jakub Grigar – Kanuslalom (0-1-0)
Tokio 2020: Silber, Einer-Kajak, Männer

- Pavol Hochschorner – Kanuslalom (3-0-1)
Sydney 2000: Gold, Zweier-Canadier, Männer
Athen 2004: Gold, Zweier-Canadier, Männer
Peking 2008: Gold, Zweier-Canadier, Männer
London 2012: Bronze, Zweier-Canadier, Männer

- Peter Hochschorner – Kanuslalom (3-0-1)
Sydney 2000: Gold, Zweier-Canadier, Männer
Athen 2004: Gold, Zweier-Canadier, Männer
Peking 2008: Gold, Zweier-Canadier, Männer
London 2012: Bronze, Zweier-Canadier, Männer

- Pavol Hurajt – Biathlon (0-0-1)
Vancouver 2010: Bronze, 15 km Massenstart, Männer

- Elena Kaliská – Kanuslalom (2-0-0)
Athen 2004: Gold, Einer-Kajak, Frauen
Peking 2008: Gold, Einer-Kajak, Frauen

- Slavomír Kňazovický – Kanu (0-1-0)
Atlanta 1996: Silber, 500 m Einer-Canadier, Männer

- Jozef Krnáč – Judo (0-1-0)
Athen 2004: Silber, Halbleichtgewicht (–66 kg), Männer

- Anastasiya Kuzmina – Biathlon (3-3-0)
Vancouver 2010: Gold, 7,5 km Sprint, Damen
Vancouver 2010: Silber, 15 km Verfolgung, Damen
Sotschi 2014: Gold, 7,5 km Sprint, Damen
Pyeongchang 2018: Silber, 10 km Verfolgung, Damen
Pyeongchang 2018: Silber, 15 km, Damen
Pyeongchang 2018: Gold, 12,5 km Massenstart, Damen

- Tibor Linka – Kanu (0-1-0)
Rio de Janeiro 2016: Silber, Vierer-Kajak 1000 m, Männer

- Michal Martikán – Kanuslalom (2-2-1)
Atlanta 1996: Gold, Einer-Canadier, Männer
Sydney 2000: Silber, Einer-Canadier, Männer
Athen 2004: Silber, Einer-Canadier, Männer
Peking 2008: Gold, Einer-Canadier, Männer
London 2012: Bronze, Einer-Canadier, Männer

- Juraj Minčík – Kanuslalom (0-0-1)
Sydney 2000: Bronze, Einer-Canadier, Männer

- Martina Moravcová – Schwimmen (0-2-0)
Sydney 2000: Silber, 100 m Schmetterling, Frauen
Sydney 2000: Silber, 200 m Freistil, Frauen

- David Musuľbes – Ringen (0-1-0)
Peking 2008: Silber, Freistil bis 120 kg, Männer

- Denis Myšák – Kanu (0-1-1)
Rio de Janeiro 2016: Silber, Vierer-Kajak 1000 m, Männer
Tokio 2020: Bronze, Vierer-Kajak 500 m, Männer

- Zuzana Rehák-Štefečeková – Schießen (1-2-0)
Peking 2008: Silber, Trap, Frauen
London 2012: Silber, Trap, Frauen
Tokio 2020: Gold, Trap, Frauen

- Michal Riszdorfer – Kanu (0-1-1)
Athen 2004: Bronze, Vierer-Kajak 1000 m, Männer
Peking 2008: Silber, Vierer-Kajak 1000 m, Männer

- Richard Riszdorfer – Kanu (0-1-1)
Athen 2004: Bronze, Vierer-Kajak 1000 m, Männer
Peking 2008: Silber, Vierer-Kajak 1000 m, Männer

- Rory Sabbatini – Golf (0-1-0)
Tokio 2020: Silber, Einzel, Männer

- Ladislav Škantár – Kanu (1-0-0)
Rio de Janeiro 2016: Gold, Slalom Zweier-Canadier, Männer

- Peter Škantár – Kanu (1-0-0)
Rio de Janeiro 2016: Gold, Slalom Zweier-Canadier, Männer

- Juraj Tarr – Kanu (0-2-0)
Peking 2008: Silber, Vierer-Kajak 1000 m, Männer
Rio de Janeiro 2016: Silber, Vierer-Kajak 1000 m, Männer

- Matej Toth – Leichtathletik (1-0-0)
Rio de Janeiro 2016: Gold, 50 km Gehen, Männer

- Erik Vlček – Kanu (0-2-2)
Athen 2004: Bronze, Vierer-Kajak 1000 m, Männer
Peking 2008: Silber, Vierer-Kajak 1000 m, Männer
Rio de Janeiro 2016: Silber, Vierer-Kajak 1000 m, Männer
Tokio 2020: Bronze, Vierer-Kajak 500 m, Männer

- Petra Vlhova – Ski Alpin (1-0-0)
Peking 2022: Gold, Slalom, Frauen

- Radoslav Židek – Snowboard (0-1-0)
Turin 2006: Silber, Snowboardcross, Männer

## Medaillengewinner Mannschaft
- Eishockey Männer
Peking 2022: Bronze
Michal Čajkovský, Peter Cehlárik, Peter Čerešňák, Marek Ďaloga, Marko Daňo, Martin Gernát, Adrián Holešinský, Marek Hrivík, Libor Hudáček, Tomáš Jurčo, Miloš Kelemen, Samuel Kňažko, Branislav Konrád, Michal Krištof, Martin Marinčin, Šimon Nemec, Kristián Pospíšil, Pavol Regenda, Miloš Roman, Mislav Rosandič, Patrik Rybár, Juraj Slafkovský, Samuel Takáč, Matej Tomek, Peter Zuzin